# Prémios de Arquitectura Ascensores Enor
Os Prémios de Arquitectura Ascensores Enor são prémios patrocinados pelo Grupo Ascensores Enor, S.A. que visam premiar as melhores obras de arquitectura realizadas por arquitecto ou arquitectos de qualquer país.
Existem quatro prémios que são atribuídos de acordo com a região ou país em que a obra foi edificada. O Grande Prémio é atribuído à melhor obra construída que tenha concorrido a um dos outros prémios. Recentemente foi criado o "Prémio Enor à melhor obra de arquitectura jovem"

## Prémios de Arquitectura Ascensores Enor
- Prémio Ascensores Enor da Galiza
  - 2009 - Enrique Rodríguez García com Centro de Saúde[3]
  - 2011 - atelier RVR com "Parque Arqueológico de Arte Rupestre"[4]
- Prémio Ascensores Enor de Castela - Leão
  - 2009 - Roberto Valle González com Museu do Pão[3]
  - 2011 - atelier DMG com "salas de aula da Faculdade de Biologia e Ciências Ambientais da Universidade de León[4]
- Prémio Ascensores Enor de Madrid
  - 2009 - César Jiménez de Tejada Benavides, María Hurtado de Mendoza Wahrolén e José María Hurtado de Mendoza Wahrolé com Centro Municipal de Salud San Blas[3][5]
  - 2010 - Hector Fernández Elorza com "edifício dos laboratórios químicos" e o "campus externo" da Universidade de Alcalá de Henares[4]
- Prémio Ascensores Enor de Portugal
  - 2009
    - João Mendes Ribeiro, Carlos Antunes e Désirée Pedro com Laboratório Chimico do Museu das Ciências, em Coimbra[3]
    - Telmo Cruz, Maximina Almeida e Pedro Soares com Mercado Público da Comenda no Alentejo[3]

  - 2011 - Atelier São Paulo Arquitectos (ASPA) de José Maria Cumbre e Nuno Sousa Caetano com "Le Chat" bar no Jardim 9 de Abril em Lisboa.[4][6]
- Prémio Enor Arquitectura Jovem
  - 2009 - José María Sánchez García com Centro de Tecnicização de Actividades Físico-desportivas e de Lazer[3]
  - 2011 - David Lorente, Josep Ricart, Xavier Ros e Roger Tudó com Ginasio 704 em Barcelona[7]
- Grande Prémio Ascensores Enor
  - 2005
    - Emilio Tuñón Álvarez e Luis Moreno Mansilla com Museo de Arte Contemporáneo de Castilla y León (MUSAC) em León[8]

  - 2006
    - Eduardo Souto de Moura com Metro do Porto[8]
    - Manuel Aires Mateus e Francisco Aires Mateus com Centro de Artes de Sines[8]

  - 2007
    - Francisco José Mangado Beloqui com Estadio La Nueva Balastera em Palência, Espanha[8]

  - 2009
    - Victor López Cotelo e Juan Manuel Vargas Funes com "Vivienda unifamiliar" em Santiago de Compostela[9]

  - 2011
    - Juan Domingo Santos com Museu da Água em Lanjarón, Granada[8]